# AO-46
AO-46 là một súng trường tấn công cacbin thử nghiệm của Liên Xô, sử dụng đạn cỡ 5,45x39mm. Súng này có băng đạn được lắp vào tay cầm phía sau cò súng và báng gập. Để giảm thiểu chiều dài của súng, khí dùng cho hoạt động tự động không được lấy từ nòng súng mà lấy trực tiếp từ bộ phận giảm lửa ở đầu nòng súng.
AO-46 là thiết kế không được yêu cầu của Pyotr Andreyevich Tkachyov làm việc tại TsNIITochMash. Mặc dù không được chấp nhận để sử dụng, thiết kế này, kết hợp với báo cáo về việc Hoa Kỳ sử dụng XM-177 ở Việt Nam đã khiến GRAU bắt đầu cuộc thi được gọi là Dự án Hiện đại, dẫn đến việc áp dụng AKS-74U để phục vụ.